# Traditionell mat
Traditionell mat är en maträtt som förmedlats genom generationer eller som konsumerats i flera generationer.
Traditionell svensk mat har påverkats av våra långa vintrar. Därav innehåller flera traditionella svenska rätter bland annat: bär, sill, kantareller, rotfrukter, fläsk och vilt för att man hade tillgång, eller kunde bevara dessa råvaror året om.

Traditionella livsmedel och drycker kan produceras som hemlagat, av restauranger, små tillverkare eller av stora anläggningar för livsmedelsbearbetning. 

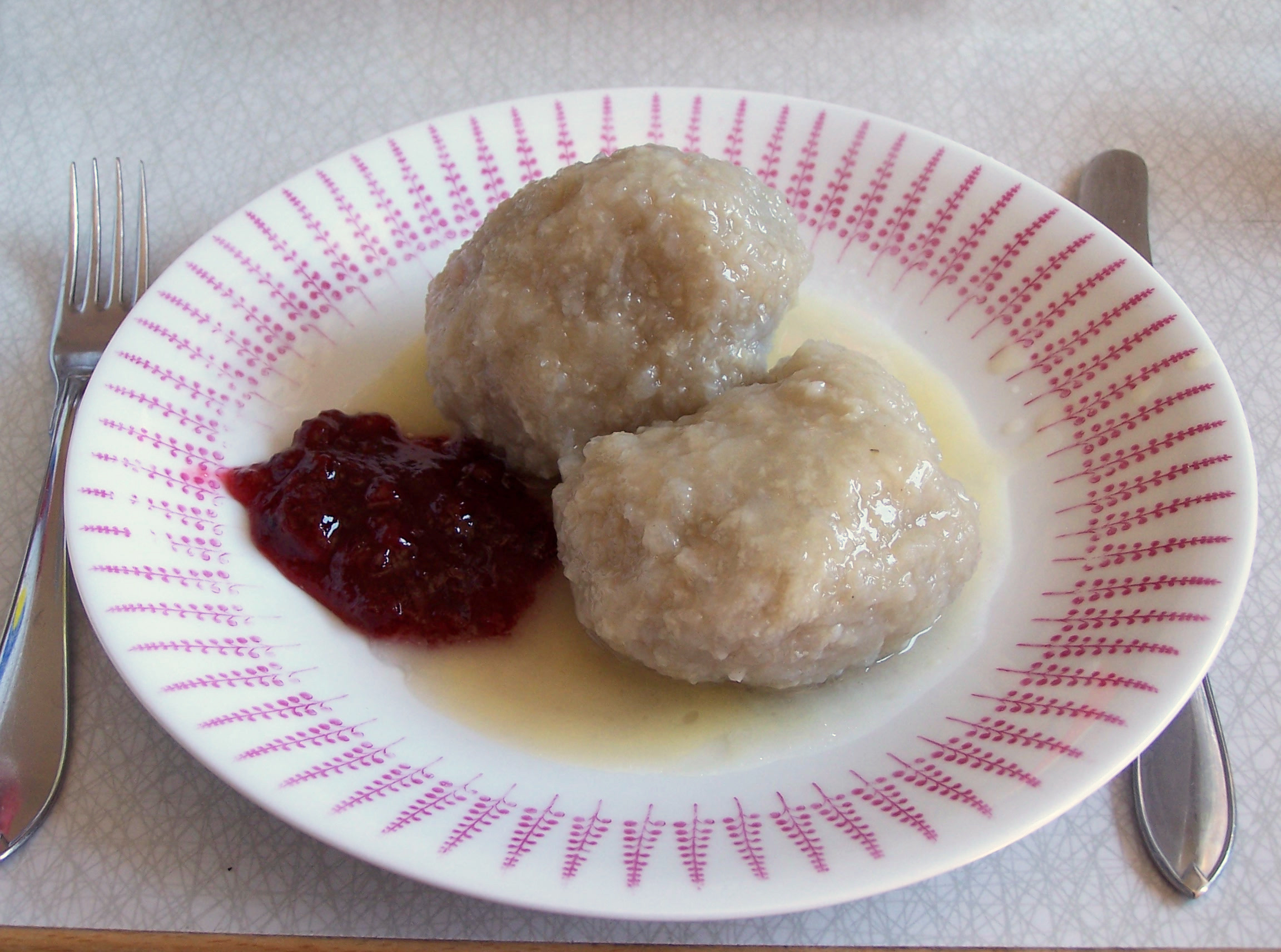
Kroppkaka från Blekinge med lingonsylt och skirat smör.

## Traditionell svensk mat
I Sverige finns det flera traditionella rätter, ett urval av dem är dessa:
Inlagd sill - Den inlagda sillen kan förknippas med flertalet svenska högtider, såsom: midsommar, påsk och jul. Tidigare var inlagd sill bra för att den kunde förvaras länge i saltlag, utan kyl eller frys.

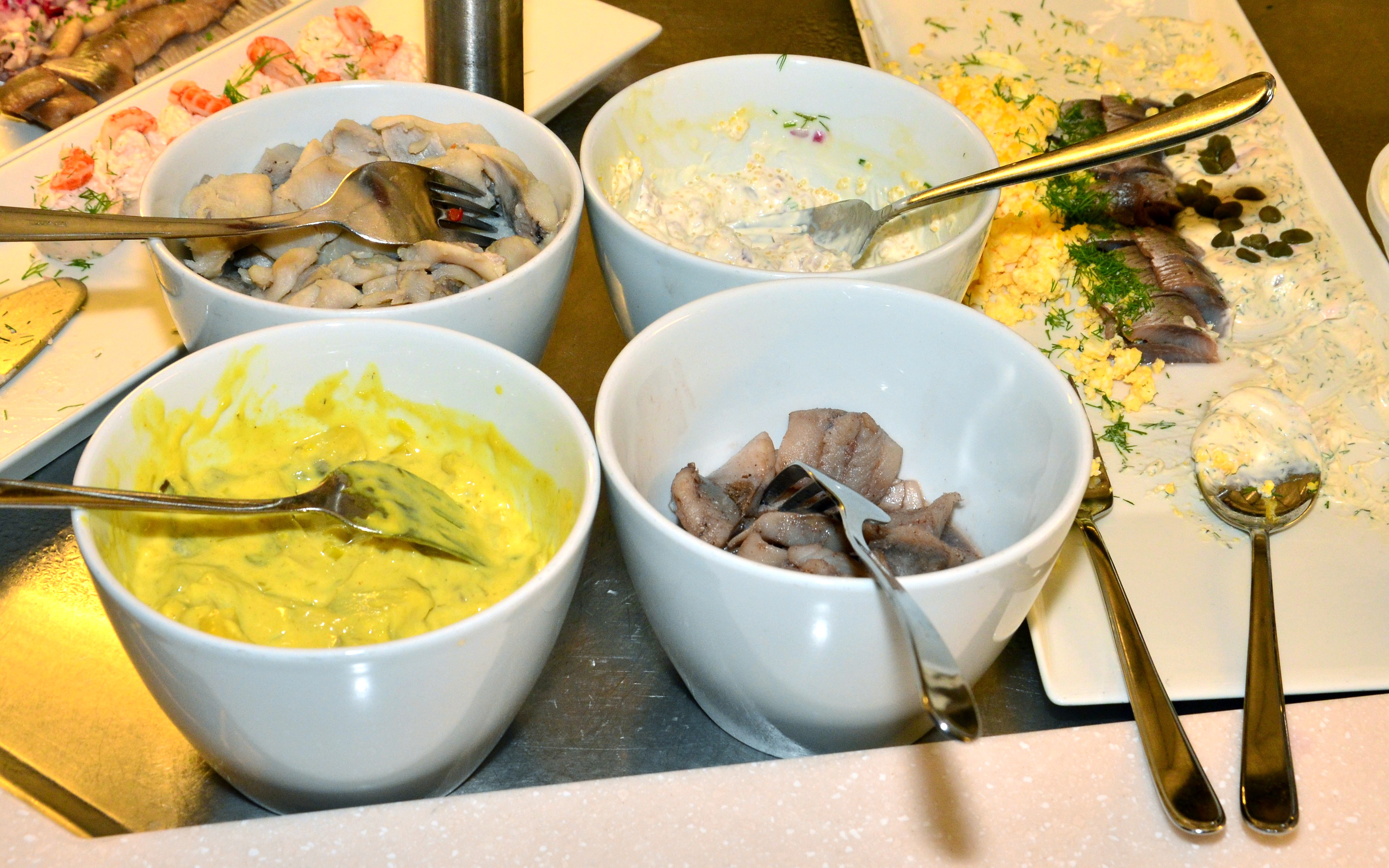
Olika varianter av inlagd sill. Brännvinssill, senapssill, skärgårdssill, matjessill och “sill á la russe”.

Kroppkakor - Kroppkakor kan heta olika saker beroende på vad dom innehåller men också var i Sverige man befinner sig. I södra Sverige kallas dom ibland för kroppkaka men i norr kallas dom för palt, men då gjord med andra ingredienser.
Köttbullar - Köttbullar kan ha funnits i den svenska historien sedan tidigt 1700 -tal. Den svenska köttbullen har bland annat spridit sig globalt genom Ikeas-restauranger och kaféer. 2019 sålde Ikea över en miljard köttbullar till kunder världen över.
Ärtsoppa med pannkaka - Ärtsoppa görs ofta med gula ärtor och spad från fläsk, den äts ofta tillsammans med pannkaka. Soppan är och har varit en klassisk mat på att äta på torsdagar i Sverige. Det finns också en tradition att servera ärtsoppan tillsammans med varm punsch.

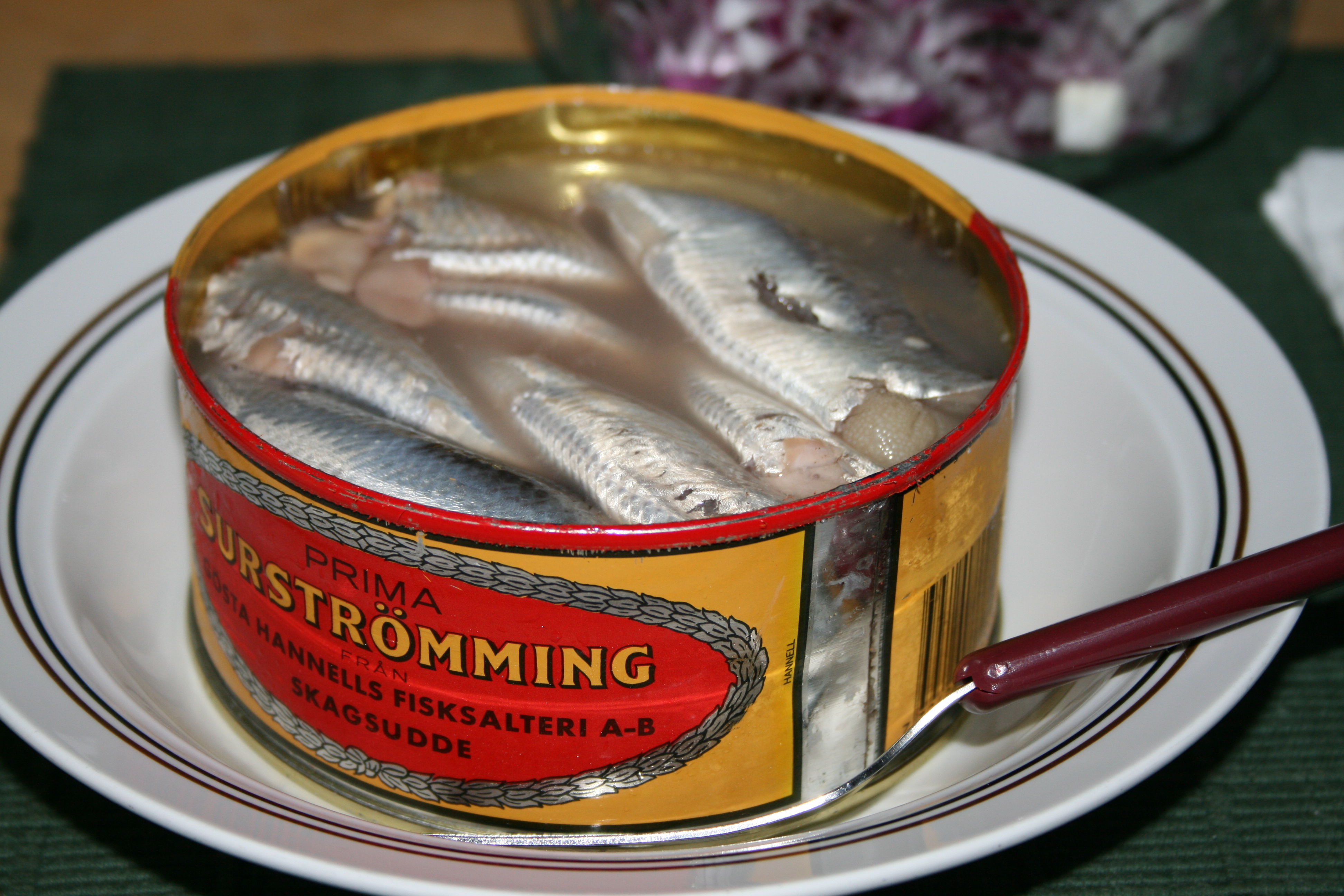
Surströmming från Gösta Hannells Fisksalteri.

### Mer traditionell svensk mat
- Blodpudding - Blodbaserad maträtt vanligen serverad med lingonsylt
- Bruna bönor med fläsk
- Gravad lax - Lax som läggs i en lösning av socker och salt
- Inlagd sill - Sill som lagts in i en ättiks- och sockerlag som smaksätts med olika kryddor
- Isterband - En lättrökt syrad grovkornig korv
- Janssons frestelse - En potatisgratäng med ansjovis
- Julskinka - Rimmad skinka som griljeras med senap
- Kalops - Rätt på nötkött och lök som kryddas.
- Korv stroganoff - En korvrätt som är inspirerad av biff stroganoff
- Kålpudding - Kål och köttfärs som tillagas i ugnen
- Köttsoppa - Soppa gjord på kött och rotfrukter som ibland drygas ut med klimp
- Lapskojs - Rätt med saltat nötkött, potatismos och kryddor.
- Pannkakor/Plättar - Ägg, vetemjöl och mjölk som steks i en smörsmord pannkakslagg
- Pyttipanna - Tärningar av potatis, lök och kött samt valfria livsmedel som ugnsbakas eller steks i stekpanna. Brukar serveras med stekt ägg och inlagda rödbetor
- Raggmunk - Pannkakssmet som blandas med riven potatis och steks på samma sätt som pannkakor
- Smörgåstårta - Smörgåsar i flera lager med många olika pålägg, vilket slutligen liknar en tårta

## Galleri

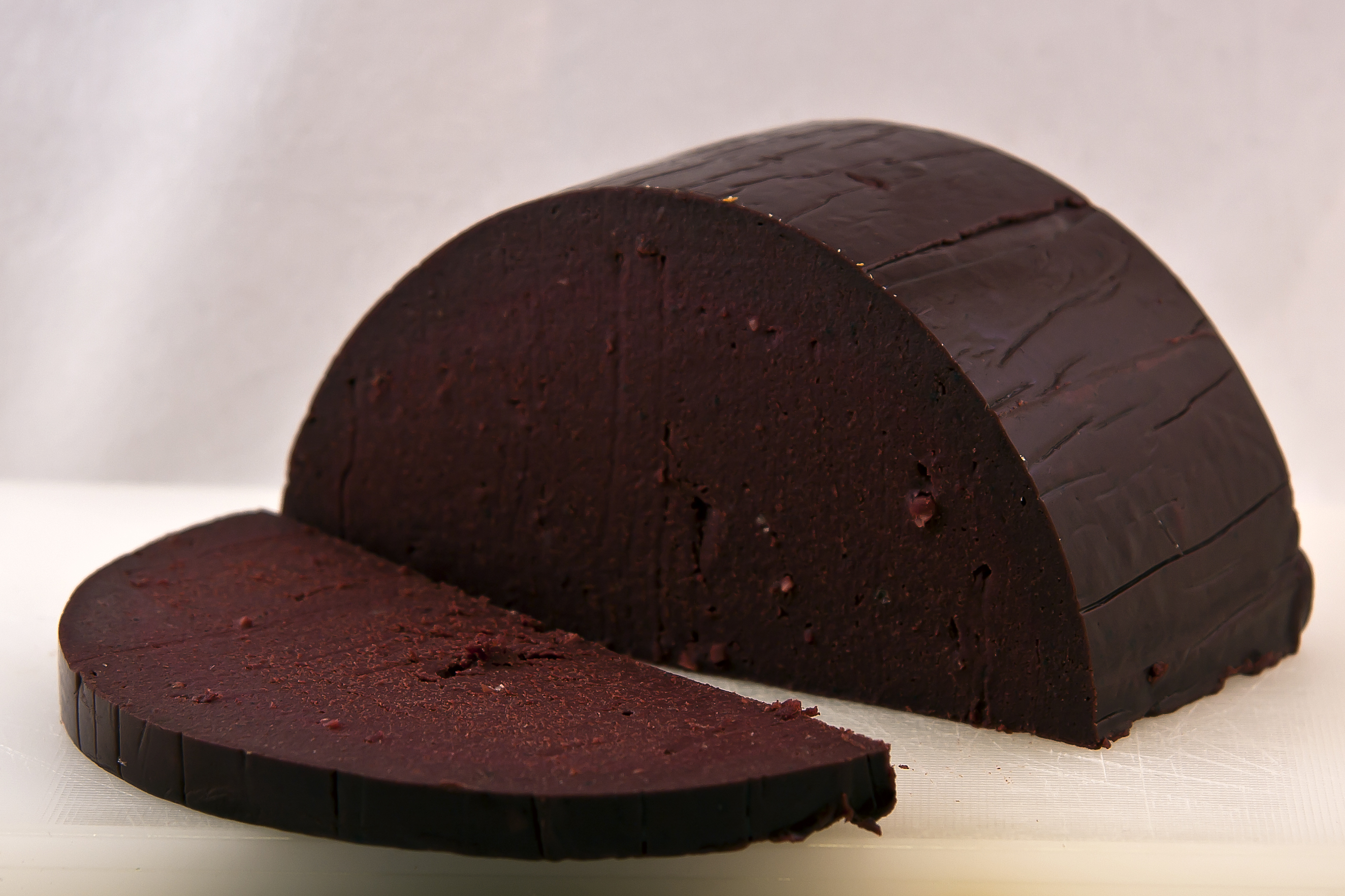
Rå Blodpudding
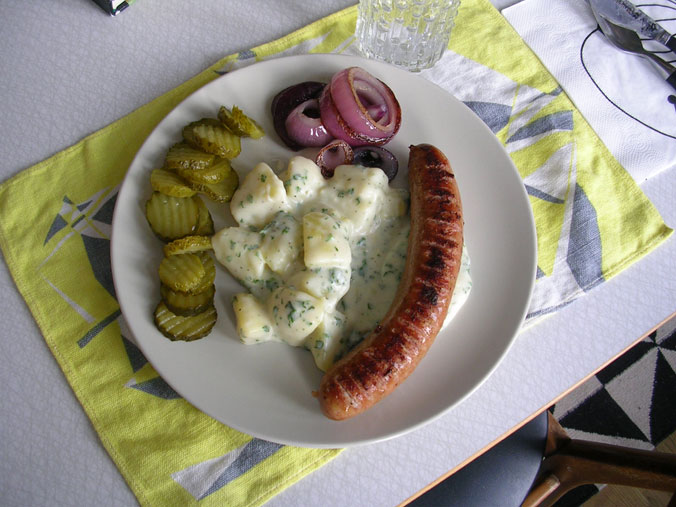
Isterband med potatissallad
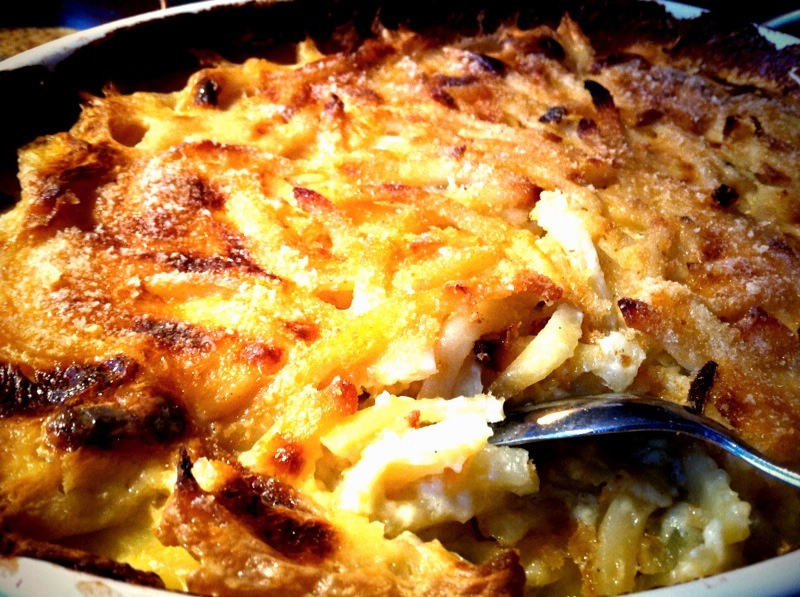
Janssons frestelse
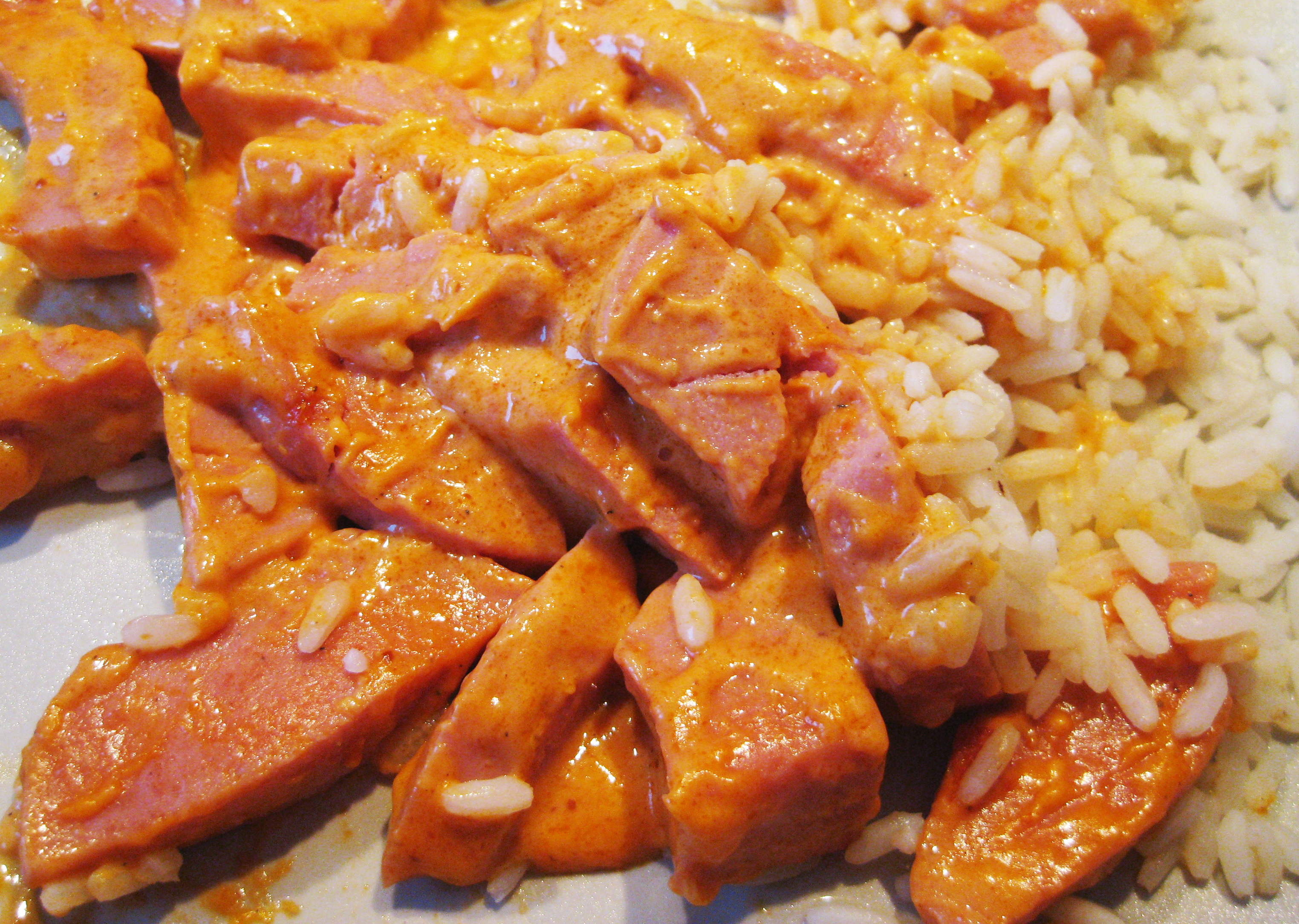
Korv stroganoff med ris
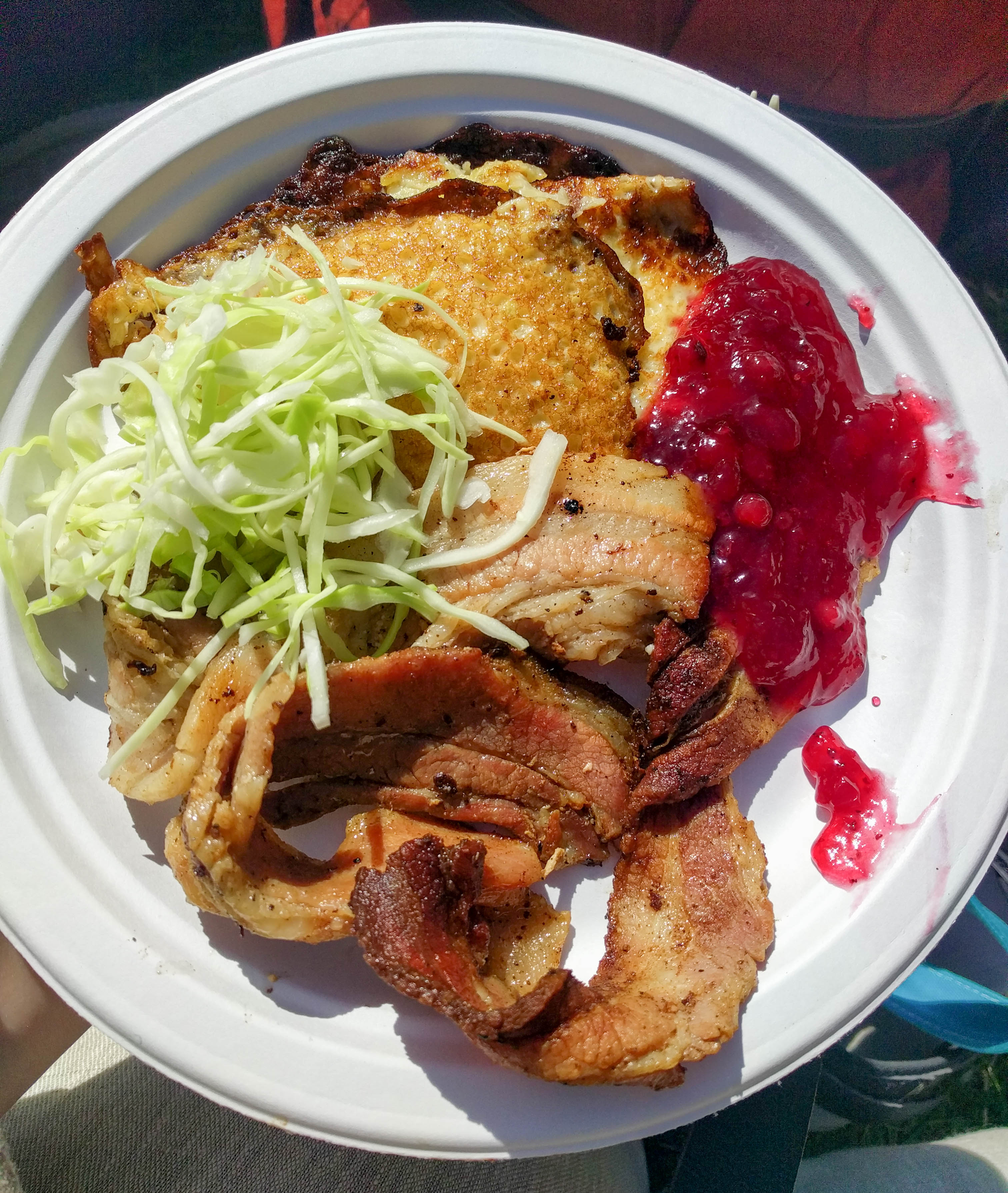
Raggmunk med fläsk
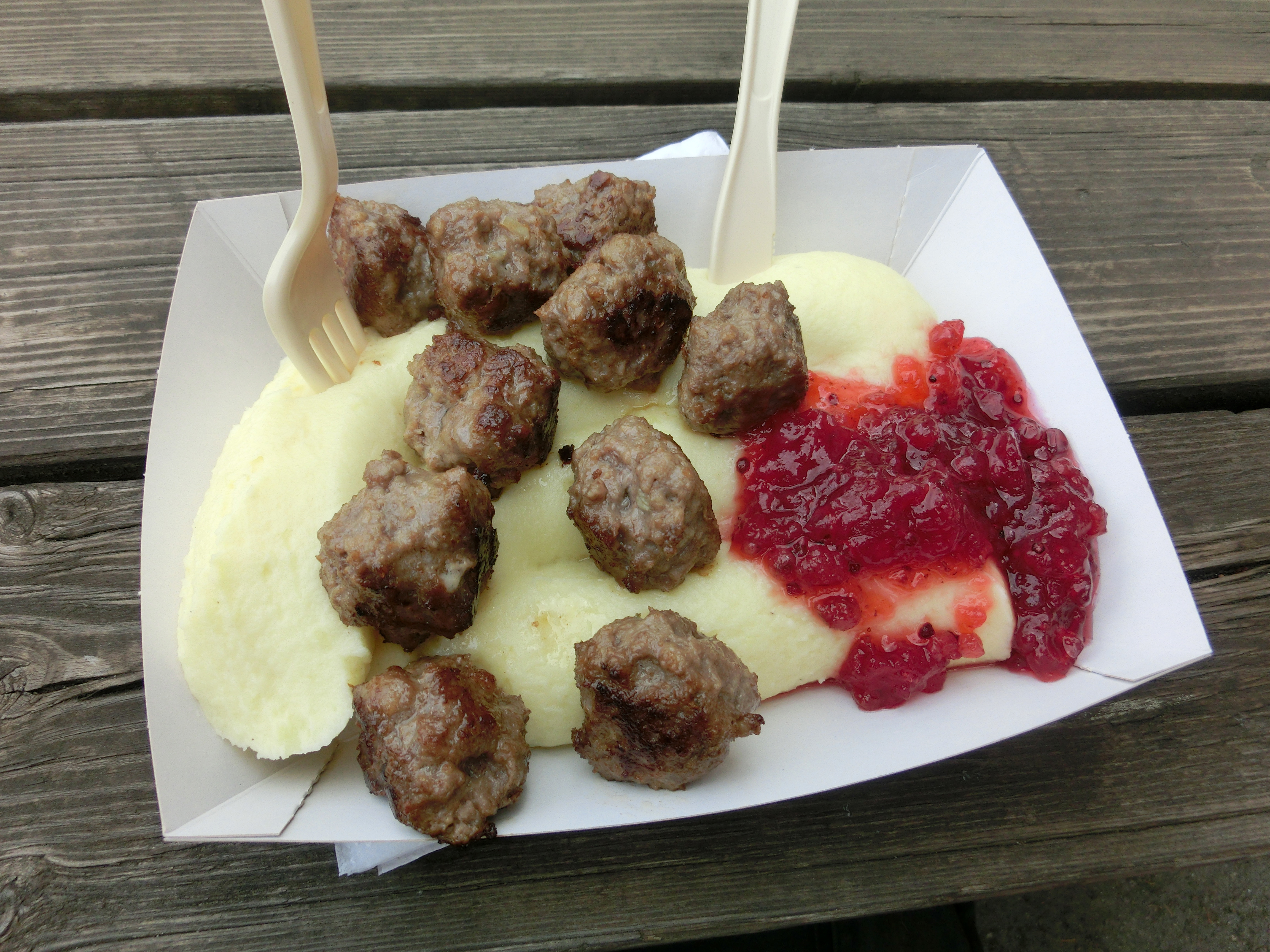
Köttbullar med potatismos och lingonsylt
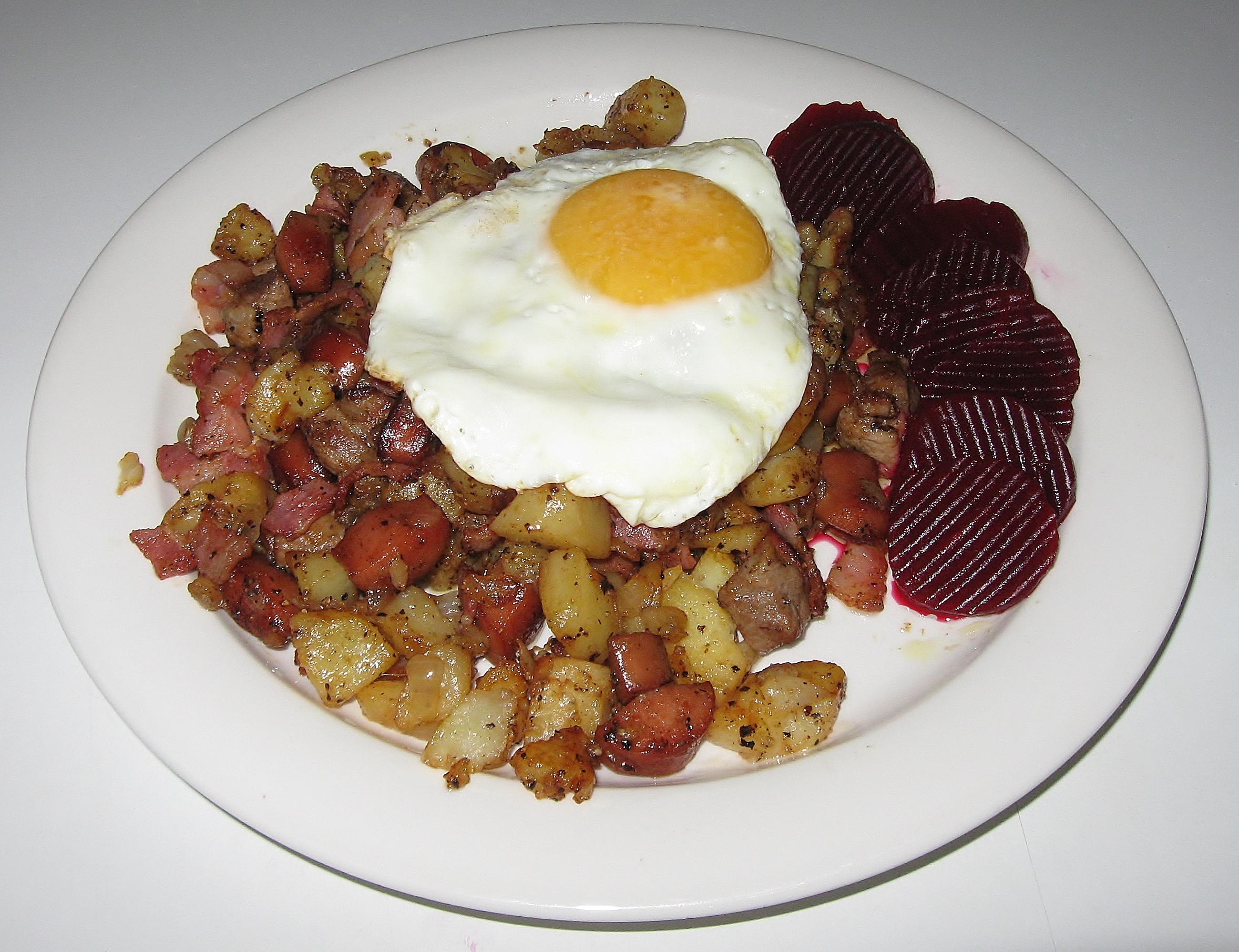
Pyttipanna med ägg och rödbetor
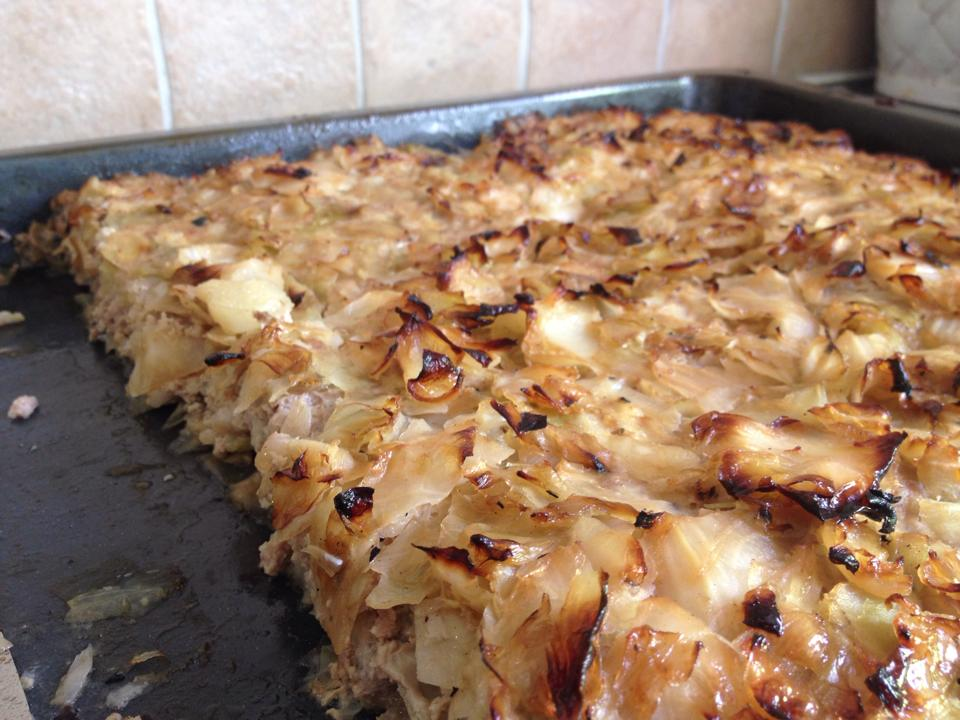
Kålpudding i långpanna